# William Goldman (Drehbuchautor)

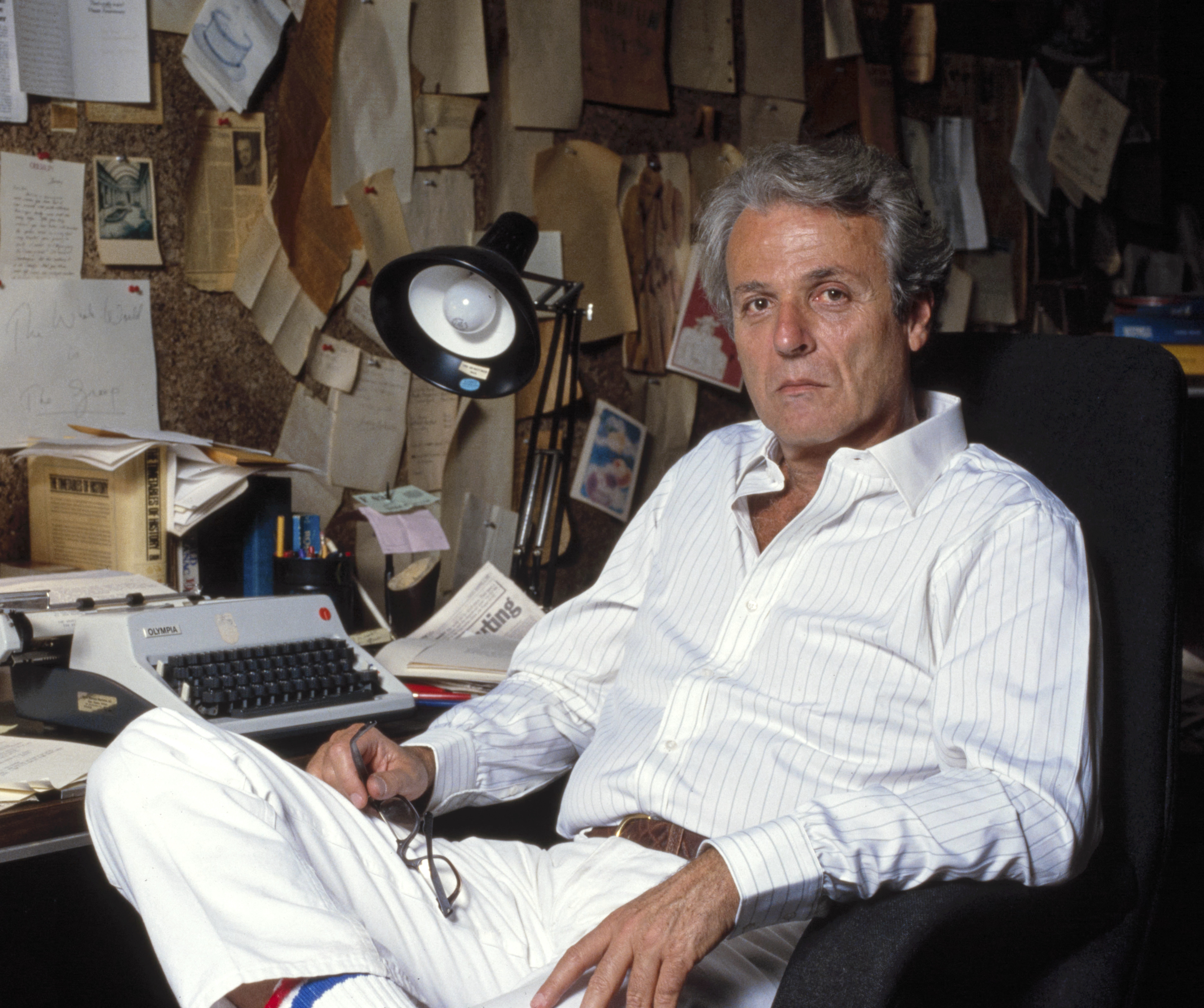
William Goldman (1987)

William Goldman (geboren am 12. August 1931 in Highland Park, Illinois; gestorben am 16. November 2018 in Manhattan) war ein US-amerikanischer Drehbuchautor und Schriftsteller.

## Leben
Goldman wuchs in einer jüdischen Familie im Umland von Chicago auf. Er machte 1952 einen Bachelor-Abschluss (B.A.) am Oberlin College und erhielt den Grad des Master of Arts (M.A.) 1956 an der Columbia University in New York City.
Ins Filmgeschäft kam er, nachdem er den sehr kurzen Roman No Way To Treat A Lady, um ihn länger zu machen, in so viele Kapitel unterteilte, dass Cliff Robertson ihn für ein Film-Treatment hielt. Goldman schrieb dann für Robertson, wurde aber bei seiner Arbeit für Charly – für den Robertson den Oscar als bester Hauptdarsteller bekommen sollte – von ihm entlassen und ersetzt.
Obwohl Goldman auch Romane und Bühnenstücke schrieb, war sein Ruf vor allem auf der Arbeit für Kino- und Fernsehproduktionen begründet. Für seine Drehbücher zu Zwei Banditen und Die Unbestechlichen erhielt Goldman jeweils einen Oscar. Der 2015 von Simon West inszenierte Actionfilm Wild Card ist eine Neuverfilmung des 1986 gedrehten Heat, auch als Heat – Nick, der Killer bekannt. Beide basieren auf einem Drehbuch von Goldman, das er wiederum auf Grundlage seines Romans Heat verfasste.
Er schrieb außerdem eine Reihe von Büchern über seine Erfahrungen in der US-amerikanischen Filmindustrie. Häufig wurde er auch als Script Doctor eingesetzt, um unausgereifte Drehbücher zu überarbeiten. Unter anderem überarbeitete er John Cleese’ Drehbuch zu Wilde Kreaturen (1997). Für seinen Roman Die Brautprinzessin, der 1987 von Rob Reiner verfilmt wurde (dt. Verleihtitel: Die Braut des Prinzen) erfand er den Schriftsteller S. Morgenstern, dessen Roman er angeblich bearbeitet und auf die „spannenden Stellen“ gekürzt habe.
Von 1961 bis 1991 war Goldman mit der Photographin Ilene Jones verheiratet. Er ist Vater zweier Töchter.
Goldman starb im November 2018 im Alter von 87 Jahren.

## Filmografie (Auswahl)
- 1965: Agenten lassen bitten (Masquerade)
- 1966: Ein Fall für Harper (Harper)
- 1969: Zwei Banditen (Butch Cassidy and the Sundance Kid)
- 1972: Vier schräge Vögel (The Hot Rock)
- 1975: Tollkühne Flieger (The Great Waldo Pepper)
- 1975: Die Frauen von Stepford (The Stepford Wives)
- 1976: Der Marathon-Mann (Marathon Man)
- 1976: Die Unbestechlichen (All the President’s Men)
- 1977: Die Brücke von Arnheim (A Bridge Too Far)
- 1978: Magic – Eine unheimliche Liebesgeschichte (Magic)
- 1979: Mr. Horn – Sein Weg zum Galgen (Mr. Horn, Miniserie, 2 Episoden)
- 1986: Heat
- 1987: Die Braut des Prinzen (The Princess Bride)
- 1990: Misery
- 1992: Jagd auf einen Unsichtbaren (Memoirs of an Invisible Man)
- 1992: Year of the Comet
- 1992: Chaplin
- 1994: Maverick – Den Colt am Gürtel, ein As im Ärmel (Maverick)
- 1996: Die Kammer (The Chamber)
- 1996: Der Geist und die Dunkelheit (The Ghost and the Darkness)
- 1997: Absolute Power
- 1999: Wehrlos – Die Tochter des Generals (The General’s Daughter)
- 2001: Hearts in Atlantis
- 2003: Dreamcatcher
- 2015: Wild Card

## Bücher (Auswahl)
- The Temple of Gold. Alfred A. Knopf, New York 1957.
- Die Brautprinzessin. (org. Titel The Princess Bride) Klett-Cotta, Stuttgart 1977, ISBN 3-608-93226-7. (Neuauflage 2003, mit dem ersten Kapitel von „Butterblumes Baby“).
- Das Hollywood-Geschäft. Bastei Lübbe, Bergisch Gladbach 1986 ISBN 3-404-28134-9.
- Fieber. (org. Titel Heat) Bastei Lübbe, Bergisch Gladbach 1987 ISBN 3-404-13106-1.
- Wer hat hier gelogen? Bastei Lübbe, Bergisch Gladbach 2001 ISBN 3-404-94010-5.
- Als die Gondolieri schwiegen: Eine Geschichte aus Venedig. (org. Titel The Silent Gondoliers) Eichborn 2003 ISBN 3-821-80879-9.

## Sekundärliteratur
- Richard Andersen: William Goldman. Twayne, Boston 1979 ISBN 0-8057-7259-6.